# 佳卓
佳卓（よしたか、1980年5月21日 -）は、鹿児島県出身の舞踊家。本名は宮北佳卓。堀越高等学校卒業。1999年、創作新日本舞踊佳卓流を創流した。その品性ある佇まいと優雅な立ち居振る舞いから、通称「和流の貴公子」と呼ばれている。母方の祖父が舞踊家の髙田晴夫である。

## 来歴
1982年
- 2歳で初舞台。地元各紙・報道へ取り上げられ、県内各地で有名となる。舞踊家活動へのきっかけとなる。

1999年
- 堀越高等学校総合トレイトコース（芸能活動コース）卒業。日本舞踊最古の流派、志賀山一流十世家元中村万作に師事。
- 独自の流派、創作新日本舞踊・佳卓流を出身地である鹿児島にて創流。以後、全国各地公演ゲストとしての舞台出演の傍ら、弟子の育成も手がける。
- 日本民謡協会主催、民舞の祭典・振付コンクール（於：国立劇場）にて平均年齢17歳の最年少グループ｢佳卓舞踊会｣として出場。｢相馬盆唄｣で銀賞受賞。

2001年
- 東京にて初の｢佳卓舞踊公演・21世紀、舞の時代へ始祖鳥より生れる｣開催。この頃より、若手門下が舞踊団員として固定しはじめ、全国各地様々なイベント等へ、佳卓と共に活動を始める。
- 元リトアニア領事館大使、杉原千畝生誕百年記念日本リトアニア友好交流祭に日本代表として初の海外進出。

2002年
- 志賀山一流師範名取｢志賀山扇右｣の名を許される。以後｢古典舞踊家・志賀山扇右｣と｢新舞踊・佳卓｣二つの名で活動。

2003年
- 毎日放送ドキュメンタリー番組（映像03）『舞に狂うて～万作と佳卓～』
- 東京・京都に舞踊教室開設

2006年
- イタリア・ジェノヴァ・グスターヴォモデナ劇場にて劇作家・泉鏡花の「山吹」という作品をモデルにした前衛作品「水鏡」を、現地活動中の舞踏家・声楽家・コンテンポラリーダンサー・パーカッショニストの方々と上演。

2007年
- 正月映画、東映『大奥』(仲間由紀恵主演)に娘道成寺を踊る役者として出演。
- 京都にて初の「佳卓舞踊公演」開催（於・京都府立文化芸術会館）

2008年
- 創流十周年記念｢佳卓流舞踊公演｣を開催（於・かごしま県民交流センター県民ホール）。